# أنتوني ريتشاردسون
أنتوني ريتشاردسون (بالهولندية: Anthony Richardson)‏ (1947 - ) هو ملاكم هولندي.

## وصلات خارجية
- أنتوني ريتشاردسون على موقع أوليمبيديا (الإنجليزية)